# Qualificazioni al campionato europeo femminile di calcio 1995
Le qualificazioni al campionato europeo femminile di calcio 1995 ebbero luogo dal 15 agosto 1993 al 30 ottobre 1994. Videro coinvolte 30 squadre divise in otto gruppi. Le prime di ogni gruppo si qualificarono per i quarti dai quali uscirono le 4 qualificate alla fase finale.

## Gruppo 1
| Data              | Luogo              | Squadra 1 | Risultato | Squadra 2 |
| ----------------- | ------------------ | --------- | --------- | --------- |
| 4 settembre 1993  | Gvarv              | Norvegia  | 6 - 1     | Rep. Ceca |
| 26 settembre 1993 | Espoo              | Finlandia | 1 - 1     | Ungheria  |
| 16 ottobre 1993   | Bergen             | Norvegia  | 8 - 0     | Ungheria  |
| 23 aprile 1994    | Roudnice nad Labem | Rep. Ceca | 0 - 0     | Finlandia |
| 14 maggio 1994    | Staré Město        | Rep. Ceca | 0 - 0     | Ungheria  |
| 21 maggio 1994    | Vantaa             | Finlandia | 2 - 2     | Norvegia  |
| 4 giugno 1994     | Budapest           | Ungheria  | 0 - 4     | Norvegia  |
| 19 giugno 1994    | Vantaa             | Finlandia | 4 - 0     | Rep. Ceca |
| 4 settembre 1994  | Oslo               | Norvegia  | 4 - 0     | Finlandia |
| 10 settembre 1994 | Kecskemét          | Ungheria  | 4 - 4     | Rep. Ceca |
| 24 settembre 1994 | Praga              | Rep. Ceca | 0 - 9     | Norvegia  |
| 24 settembre 1994 | Budapest           | Ungheria  | 0 - 1     | Finlandia |

| Pos | Squadra   | Pti | G | V | N | P | GF | GS |
| --- | --------- | --- | - | - | - | - | -- | -- |
| 1   | Norvegia  | 11  | 6 | 5 | 1 | 0 | 33 | 3  |
| 2   | Finlandia | 7   | 6 | 2 | 3 | 1 | 8  | 7  |
| 3   | Ungheria  | 3   | 6 | 0 | 3 | 3 | 5  | 18 |
| 4   | Rep. Ceca | 3   | 6 | 0 | 3 | 3 | 5  | 23 |

Norvegia avanza ai quarti.

## Gruppo 2
| Data              | Luogo                | Squadra 1 | Risultato | Squadra 2 |
| ----------------- | -------------------- | --------- | --------- | --------- |
| 29 agosto 1993    | Kiev                 | Ucraina   | 0 - 2     | Russia    |
| 18 settembre 1993 | Kiev                 | Ucraina   | 2 - 2     | Romania   |
| 10 ottobre 1993   | Przemyśl             | Polonia   | 1 - 3     | Ucraina   |
| 16 ottobre 1993   | Câmpina              | Romania   | 2 - 2     | Russia    |
| 7 novembre 1993   | Czechowice-Dziedzice | Polonia   | 0 - 4     | Romania   |
| 15 maggio 1994    | Seljatino            | Russia    | 0 - 0     | Polonia   |
| 14 giugno 1994    | Seljatino            | Russia    | 1 - 0     | Romania   |
| 21 agosto 1994    | Leopoli              | Ucraina   | 3 - 0     | Polonia   |
| 3 settembre 1994  | Baia Mare            | Romania   | 3 - 0     | Polonia   |
| 18 settembre 1994 | Voronež              | Russia    | 2 - 1     | Ucraina   |
| 25 settembre 1994 | Wieluń               | Polonia   | 1 - 2     | Russia    |
| 28 settembre 1994 | Câmpina              | Romania   | 5 - 0     | Ucraina   |

| Pos | Squadra | Pti | G | V | N | P | GF | GS |
| --- | ------- | --- | - | - | - | - | -- | -- |
| 1   | Russia  | 10  | 6 | 4 | 2 | 0 | 9  | 4  |
| 2   | Romania | 8   | 6 | 3 | 2 | 1 | 16 | 5  |
| 3   | Ucraina | 5   | 6 | 2 | 1 | 3 | 9  | 12 |
| 4   | Polonia | 1   | 6 | 0 | 1 | 5 | 2  | 15 |

Russia avanza ai quarti.

## Gruppo 3
| Data              | Luogo       | Squadra 1 | Risultato | Squadra 2 |
| ----------------- | ----------- | --------- | --------- | --------- |
| 15 agosto 1993    | Kaunas      | Lituania  | 0 - 11    | Danimarca |
| 10 settembre 1993 | Kaunas      | Lituania  | 0 - 1     | Bulgaria  |
| 29 settembre 1993 | Hjørring    | Danimarca | 6 - 1     | Bulgaria  |
| 13 ottobre 1993   | Blagoevgrad | Bulgaria  | 1 - 1     | Lituania  |
| 25 maggio 1994    | Kjustendil  | Bulgaria  | 0 - 4     | Danimarca |
| 15 giugno 1994    | Idestrup    | Danimarca | 11 - 0    | Lituania  |

| Pos | Squadra    | Pti | G | V | N | P | GF | GS |
| --- | ---------- | --- | - | - | - | - | -- | -- |
| 1   | Danimarca  | 8   | 4 | 4 | 0 | 0 | 32 | 1  |
| 2   | Bulgaria   | 3   | 4 | 1 | 1 | 2 | 3  | 11 |
| 3   | Lituania   | 1   | 4 | 0 | 1 | 3 | 1  | 24 |
| 4   | Jugoslavia | 0   | 0 | 0 | 0 | 0 | 0  | 0  |

Jugoslavia si ritira prima di giocare. Danimarca avanza ai quarti.

## Gruppo 4
| Data              | Luogo      | Squadra 1  | Risultato | Squadra 2  |
| ----------------- | ---------- | ---------- | --------- | ---------- |
| 18 agosto 1993    | Nynäshamn  | Svezia     | 9 - 0     | Lettonia   |
| 22 settembre 1993 | Riga       | Lettonia   | 0 - 1     | Slovacchia |
| 13 ottobre 1993   | Bratislava | Slovacchia | 0 - 2     | Svezia     |
| 22 maggio 1994    | Ozolnieki  | Lettonia   | 0 - 5     | Svezia     |
| 15 giugno 1994    | Gävle      | Svezia     | 6 - 0     | Slovacchia |
| 21 settembre 1994 | Bratislava | Slovacchia | 3 - 1     | Lettonia   |

| Pos | Squadra    | Pti | G | V | N | P | GF | GS |
| --- | ---------- | --- | - | - | - | - | -- | -- |
| 1   | Svezia     | 8   | 4 | 3 | 1 | 0 | 22 | 0  |
| 2   | Slovacchia | 4   | 4 | 2 | 0 | 2 | 4  | 9  |
| 3   | Lettonia   | 0   | 4 | 0 | 0 | 4 | 1  | 18 |

Svezia avanza ai quarti.

## Gruppo 5
| Data              | Luogo             | Squadra 1 | Risultato | Squadra 2 |
| ----------------- | ----------------- | --------- | --------- | --------- |
| 19 settembre 1993 | Cwmbran           | Galles    | 2 - 3     | Svizzera  |
| 24 ottobre 1993   | Muri              | Svizzera  | 0 - 5     | Germania  |
| 10 novembre 1993  | Winterthur        | Svizzera  | 1 - 2     | Croazia   |
| 31 marzo 1994     | Bielefeld         | Germania  | 12 - 0    | Galles    |
| 2 aprile 1994     | Illnau-Effretikon | Svizzera  | 4 - 2     | Galles    |
| 5 aprile 1994     | Zagabria          | Croazia   | 3 - 0     | Galles    |
| 4 maggio 1994     | Zagabria          | Croazia   | 1 - 1     | Svizzera  |
| 5 maggio 1994     | Swansea           | Galles    | 0 - 12    | Germania  |
| 22 maggio 1994    | Flint             | Galles    | 1 - 2     | Croazia   |
| 2 giugno 1994     | Zagabria          | Croazia   | 0 - 7     | Germania  |
| 21 settembre 1994 | Sindelfingen      | Germania  | 8 - 0     | Croazia   |
| 25 settembre 1994 | Weingarten        | Germania  | 11 - 0    | Svizzera  |

| Pos | Squadra  | Pti | G | V | N | P | GF | GS |
| --- | -------- | --- | - | - | - | - | -- | -- |
| 1   | Germania | 12  | 6 | 6 | 0 | 0 | 55 | 0  |
| 2   | Croazia  | 7   | 6 | 3 | 1 | 2 | 8  | 18 |
| 3   | Svizzera | 5   | 6 | 2 | 1 | 3 | 9  | 23 |
| 4   | Galles   | 0   | 6 | 0 | 0 | 6 | 5  | 36 |

Germania avanza ai quarti.

## Gruppo 6
| Data              | Luogo             | Squadra 1  | Risultato | Squadra 2  |
| ----------------- | ----------------- | ---------- | --------- | ---------- |
| 16 ottobre 1993   | Senigallia        | Italia     | 4 - 0     | Scozia     |
| 20 novembre 1993  | Cosenza           | Italia     | 2 - 0     | Francia    |
| 11 dicembre 1993  | Faro              | Portogallo | 0 - 1     | Francia    |
| 20 febbraio 1994  | Ozoir-la-Ferrière | Francia    | 1 - 0     | Scozia     |
| 5 marzo 1994      | Fiães             | Portogallo | 1 - 3     | Italia     |
| 26 marzo 1994     | Angoulême         | Francia    | 3 - 0     | Portogallo |
| 3 aprile 1994     | Stirling          | Scozia     | 0 - 4     | Italia     |
| 24 aprile 1994    | Stirling          | Scozia     | 1 - 2     | Portogallo |
| 14 maggio 1994    | Strasburgo        | Francia    | 1 - 1     | Italia     |
| 29 maggio 1994    | Almerin           | Portogallo | 8 - 2     | Scozia     |
| 11 giugno 1994    | Carrara           | Italia     | 1 - 2     | Portogallo |
| 21 settembre 1994 | Aberdeen          | Scozia     | 0 - 3     | Francia    |

| Pos | Squadra    | Pti | G | V | N | P | GF | GS |
| --- | ---------- | --- | - | - | - | - | -- | -- |
| 1   | Italia     | 9   | 6 | 4 | 1 | 1 | 15 | 4  |
| 2   | Francia    | 9   | 6 | 4 | 1 | 1 | 9  | 3  |
| 3   | Portogallo | 6   | 6 | 3 | 0 | 3 | 13 | 11 |
| 4   | Scozia     | 0   | 6 | 0 | 0 | 6 | 3  | 22 |

Italia avanza ai quarti.

## Gruppo 7
| Data              | Luogo      | Squadra 1   | Risultato | Squadra 2   |
| ----------------- | ---------- | ----------- | --------- | ----------- |
| 25 settembre 1993 | Lubiana    | Slovenia    | 0 - 10    | Inghilterra |
| 6 ottobre 1993    | Lommel     | Belgio      | 7 - 0     | Slovenia    |
| 30 ottobre 1993   | Bruxelles  | Belgio      | 0 - 0     | Spagna      |
| 6 novembre 1993   | Koksijde   | Belgio      | 0 - 3     | Inghilterra |
| 19 dicembre 1993  | Osuna      | Spagna      | 0 - 0     | Inghilterra |
| 20 febbraio 1994  | Bradford   | Inghilterra | 0 - 0     | Spagna      |
| 13 marzo 1994     | Notthingam | Inghilterra | 6 - 0     | Belgio      |
| 20 marzo 1994     | Palamós    | Spagna      | 17 - 0    | Slovenia    |
| 17 aprile 1994    | Brentford  | Inghilterra | 10 - 0    | Slovenia    |
| 24 aprile 1994    | Tortosa    | Spagna      | 4 - 0     | Belgio      |
| 14 maggio 1994    | Lubiana    | Slovenia    | 0 - 8     | Belgio      |
| 29 maggio 1994    | Kranj      | Slovenia    | 0 - 8     | Spagna      |

| Pos | Squadra     | Pti | G | V | N | P | GF | GS |
| --- | ----------- | --- | - | - | - | - | -- | -- |
| 1   | Inghilterra | 10  | 6 | 4 | 2 | 0 | 29 | 0  |
| 2   | Spagna      | 9   | 6 | 3 | 3 | 0 | 29 | 0  |
| 3   | Belgio      | 5   | 6 | 2 | 1 | 3 | 15 | 13 |
| 3   | Slovenia    | 0   | 6 | 0 | 0 | 6 | 0  | 60 |

Inghilterra avanza ai quarti.

## Gruppo 8
| Data              | Luogo      | Squadra 1   | Risultato | Squadra 2   |
| ----------------- | ---------- | ----------- | --------- | ----------- |
| 26 settembre 1993 | Reykjavík  | Islanda     | 2 - 1     | Paesi Bassi |
| 19 marzo 1994     | Wormerveer | Paesi Bassi | 2 - 0     | Grecia      |
| 16 aprile 1994    | Xanthi     | Grecia      | 0 - 4     | Paesi Bassi |
| 29 maggio 1994    | Reykjavík  | Islanda     | 3 - 0     | Grecia      |
| 24 settembre 1994 | Rotterdam  | Paesi Bassi | 0 - 1     | Islanda     |
| 28 settembre 1994 | Katerini   | Grecia      | 1 - 6     | Islanda     |

| Pos | Squadra     | Pti | G | V | N | P | GF | GS |
| --- | ----------- | --- | - | - | - | - | -- | -- |
| 1   | Islanda     | 8   | 4 | 4 | 0 | 0 | 12 | 2  |
| 2   | Paesi Bassi | 4   | 4 | 2 | 0 | 2 | 7  | 3  |
| 3   | Grecia      | 0   | 4 | 0 | 0 | 4 | 1  | 15 |

Islanda avanza ai quarti.

## Quarti di finale
| Squadra 1 | Totale | Squadra 2   | Andata | Ritorno |
| --------- | ------ | ----------- | ------ | ------- |
| Islanda   | 2 - 4  | Inghilterra | 1 - 2  | 1 - 2   |
| Russia    | 0 - 5  | Germania    | 0 - 1  | 0 - 4   |
| Danimarca | 2 - 3  | Svezia      | 2 - 0  | 0 - 3   |
| Italia    | 3 - 7  | Norvegia    | 1 - 3  | 2 - 4   |

Norvegia, Svezia, Inghilterra, Germania qualificate.